# Nikigator
Nikigator est une sculpture de l'artiste franco-américaine Niki de Saint Phalle créée en 2000 à San Diego, en Californie. Cette statue monumentale réalisée à partir de tuiles d'argile, de verre et de pierre représente une sorte d'alligator évidé. L'œuvre est conservée au Mingei International Museum, à San Diego.